# Bronzes daurats de Cartoceto di Pergola
Els bronzes daurats de Cartoceto di Pergola són l'únic grup estatuari eqüestre en bronze daurat de la civilització romana que s'ha conservat fins als nostres dies. Es compon de dos cavallers (d'un només en romanen uns pocs bocins), dos cavalls i dues dones dempeus.

## Troballa
Alguns centenars de fragments de bronze daurat, que pesaven més d'un centenar de quilograms, van ser descoberts casualment pel juny-juliol del 1946 a la localitat de Santa Lucia di Calamello, a la parròquia de Cartoceto, dins el comune de Pergola, a la província de Pesaro i Urbino (regió de les Marques). Es van descobrir en gran part en fragments apilats l'un damunt d'altre durant els treballs en el sòl d'una granja per cavar una fosa sèptica. La troballa fou advertida pel canonge Giovanni Vernarecci, llavors inspector arqueològic de Fossombrone, un municipi proper. Gràcies al seu testimoniatge coneixem les afortunades circumstàncies de la descoberta i com es va dur a terme en un veritable estat d'emergència. La recuperació de les peces la van fer el mateix Vernarecci i Nereo Alfieri, inspector de la Superintendència d'Antiguitats de les Marques.

## Ubicació original
El grup va ser trobat fora de qualsevol concentració urbana, no gaire lluny de la intersecció de la via Flaminia i la via Salaria Gallica. El lloc de la descoberta, isolat i perifèric en el context històric antic, fa pensar que el grup hagi estat traslladat des de la seva ubicació original i desat en una cambra dels mals endreços en època tardoantiga o romana d'Orient, alguns suposen que a causa d'una damnatio memoriae. El lloc de col·locació original és encara incert. La hipòtesi més acreditada és la que imagina el grup posat sobre un basament en una àrea pública (probablement el fòrum) d'una de les ciutats romanes properes al lloc de la troballa: Forum Sempronii (Fossombrone), que és la ciutat més pròxima, Sentínum (Sassoferrato), on s'ha testimoniejat l'existència d'una foneria per grans estàtues, o Suasa, perquè d'aquesta ciutat provenen grans fragments d'un cavall semblant de bronze daurat, ara conservats a la Walters Art Museum de Baltimore (Estats Units).

## Identificació
El grup és compost per dos cavallers, dues dones i dos cavalls. Tots els personatges probablement formaven part d'una única família de rang senatorial. La identificació dels personatges és incerta i al llarg del temps s'han succeït diverses hipòtesis. De bell antuvi, s'havia identificat el conjunt amb la família imperial Júlio-Clàudia, i es dataren les estàtues entre el 20 i el 30. Els cavallers es van identificar amb Neró Cèsar, fill de Germànic, i Drus III, i les dones amb Lívia Drusil·la i Agripina Major.
La hipòtesi actualment més acceptada proposa una datació a l'època cesariana entre el 50 aC i el 30 aC i identifica els personatges com a membres d'una prestigiosa família lligada a la zona de la descoberta, l'ager Gallicus. En el context d'aquest enquadrament històric, romanen les hipòtesis sobre la identificació: les principals propostes veuen, unes, la família de Luci Domici Enobarb; unes altres, la parella formada per Marc Satri (senador i patró de Sentínum, l'actual Sassoferrato) i Luci Minuci Basil (originari de Cupra Maritima, actual Cupra Marittima, i futur assassí de Juli Cèsar).
Una hipòtesi posterior creu que el conjunt podia haver estat ubicat originalment a l'exedra de l'Heraion de Samos i identifica les figures amb la família de Ciceró i al cavaller amb el mateix Ciceró.

### Cavaller
El cavaller que s'ha conservat millor és un home madur (al voltant dels 40 anys), la vestimenta del qual (paludamentum i túnica) l'identifica com a militar d'alt rang en temps de pau, circumstància que ve confirmada pel braç dret aixecat com a senyal de pau. De l'altre cavaller no romanen més que uns pocs fragments.

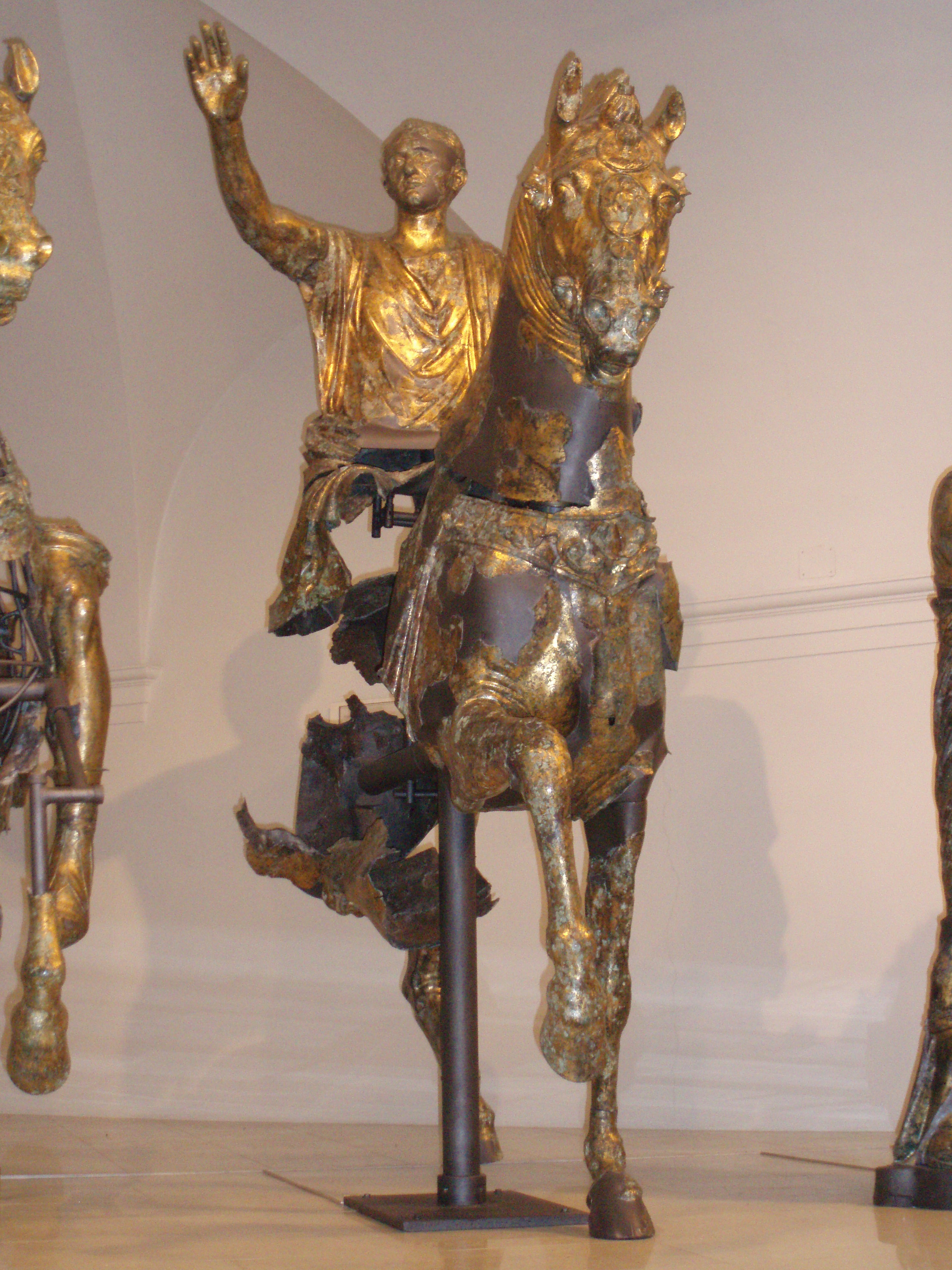
El cavaller millor conservat

### Dona
Una de les figures femenines representa una dona gran. El pentinat hel·lenístic (característic de la segona meitat del segle i aC) ha permès la retrodatació del grup. La dona vesteix una estola i una palla. També en el cas de les figures femenines l'estat de conservació és ben diferent: mentre una de les dones s'ha conservat gairebé íntegra, de l'altra tan sols s'ha trobat la porció entre el basament i la cintura.

### Cavalls
Els cavalls es presenten en marxa, amb una pota anterior enlairada. El pectoral està decorat amb tritons i nereides, cavalls de mar i dofins. Els guarniments estan adornats amb treballs en metall als quals estan representats, amb una funció protectora, diversos déus: Júpiter, Venus, Mart, Juno, Minerva i Mercuri.

## Tècnica i materials
La tècnica de fosa és la de la cera perduda indirecta, l'aliatge metàl·lic emprat és de coure amb traces de plom. Després de l'ensamblatge es va aplicar una cobertura amb fulles d'or.

## La contesa
El grup, atesa l'extraordinària rellevància arqueològica, ha estat objecte d'una llarga i dura contesa entre la Superintendència de Béns Arqueològics de les Marques i l'ajuntament de Pergola amb motiu de la custòdia i el lloc d'exposició: el Museu Arqueològic Nacional de les Marques, a Ancona, o el Museu de Bronzes Daurats de la ciutat de Pergola. A hores d'ara, s'ha assolit un compromís que consisteix a l'alternança dels bronzes originals i unes còpies perfectes entre totes dues seus.
Una altra còpia que representa els bronzes, no en l'estat de conservació actual sinó en l'esplendor original està col·locada sobre el sostre del palau Ferretti (seu del Museu Arqueològic Nacional de les Marques) com a símbol de l'arqueologia de la regió.